# Alírio Sales Coelho
Alírio Sales Coelho (Serro, 15 de junho de 1904 – Rio de Janeiro, 9 de abril de 1975) foi um advogado e político brasileiro.
Foi ministro do Trabalho, Indústria e Comércio no governo Juscelino Kubitschek, de 7 de novembro de 1960 a 31 de janeiro de 1961.